# Клајд (Канзас)
Клајд (енгл. Clyde) град је у америчкој савезној држави Канзас.

## Демографија
По попису из 2010. године број становника је 716, што је 24 (-3,2%) становника мање него 2000. године.
| Група             | 2000.       | 2010.       |
| Белци             | 736 (99,5%) | 697 (97,3%) |
| Афроамериканци    | 0 (0,0%)    | 2 (0,3%)    |
| Азијати           | 0 (0,0%)    | 2 (0,3%)    |
| Хиспаноамериканци | 2 (0,3%)    | 5 (0,7%)    |
| Укупно            | 740         | 716         |